# Thorkild Bjørnvig (dokumentarfilm)
Thorkild Bjørnvig er en dansk portrætfilm fra 1974 instrueret af Mikkel Bo.

## Handling
I sit hus på Samsø fortæller Thorkild Bjørnvig om temaer og inspirationskilder for sin lyrik. Han kommenterer desuden tidens "krav" om folkelighed i forhold til digterrollen.

## Medvirkende
- Thorkild Bjørnvig